# Departamento Santa María (Córdoba)
Santa María es un departamento en la provincia de Córdoba (Argentina), de 3.427 km², está conformado por ocho pedanías: Alta Gracia, Calera, Caseros, Cosme, Lagunilla, Potrero de Garay, San Antonio y San Isidro. Sus límites son, al norte con los departamentos Capital y Colón, al este con los departamentos Río Primero y Río Segundo, al sur con los departamentos Tercero Arriba y Calamuchita y al oeste con los departamentos San Alberto y Punilla.
La antigua unidad administrativa de Anejos, que rodeaba a la de Capital, fue separada en dos en noviembre de 1858. Esta división se realizó teniendo en cuenta como referencia al río Suquía, y dio origen a las nuevas jurisdicciones de Anejos Norte y Anejos Sur. En 1892 el gobernador Manuel D. Pizarro decreto el cambio de nombre de Anejos Sur por el de Santa María, en recordación de la nave capitana de Cristóbal Cólon.
Por ley provincial n.º 9039, del 03/07/2002, promulgada el 15 de agosto de 2002  se modificó el límite de los departamentos Santa María y Calamuchita, de modo tal que la comuna de La Cumbrecita quedó comprendida íntegramente en el Departamento Calamuchita.
Por ley n.º 10595 sancionada el 12 de diciembre de 2018 un sector del departamento Santa María fue separado e incorporado al de Punilla dentro del ejido de Villa Carlos Paz.
Atraviesan el departamento dos ramales del Ferrocarril General Bartolomé Mitre. Las principales autopistas son la RP 5, la RP C45, la E56, la 271, RN 9 y la RN 36.

## Geografía
La geografía departamental hacia el oeste presenta principalmente un ambiente serrano, en el cual se encuentran el cordón montañoso de las Sierras Chicas y más hacia el oeste el cordón montañoso de las Altas Cumbres, cuyo punto máximo es el cerro de la Ventana con 2410 m de altura. Así mismo en esta zona se encuentra un importante sistema de drenaje que incluye -en el extremo sur de este departamento- a la espectacular Quebrada del Yatán cuyos ríos más importantes son: el río Yatán, el río del Medio, el río de los Espinillos, el río San Pedro, cuyos cauces desembocan en el Embalse Los Molinos, el cual también se encuentra en el mismo territorio departamental, cuyas aguas dan origen al río de los Molinos, río el cual da inicio junto al río Anisacate al denominado río Segundo o Xanaes, el cual surca la geografía oriental del departamento la cual presenta un relieve llano perteneciente a la llanura pampeana.

### Clima
Predomina un clima muy semejante al monzónico, cuya estación húmeda se da durante los meses de verano.

### Sismicidad
La sismicidad de la región de Córdoba es frecuente y de intensidad baja, y un silencio sísmico de terremotos medios a graves cada 30 años en áreas aleatorias. Sus últimas expresiones se produjeron:
- 22 de septiembre de 1908 (116 años), a las 17.00 UTC-3, con 6,5 Richter, escala de Mercalli VII; ubicación 30°30′0″S 64°30′0″O / -30.50000, -64.50000; profundidad: 100 km; produjo daños en Deán Funes, Cruz del Eje y Soto, provincia de Córdoba, y en el sur de las provincias de Santiago del Estero, La Rioja y Catamarca[6]

- 16 de enero de 1947 (78 años), a las 2.37 UTC-3, con una magnitud aproximadamente de 5,5 en la escala de Richter (terremoto de Córdoba de 1947)[5]

- 28 de marzo de 1955 (70 años), a las 6.20 UTC-3 con 6,9 Richter: además de la gravedad física del fenómeno se unió el desconocimiento absoluto de la población a estos eventos recurrentes (terremoto de Villa Giardino de 1955)

- 7 de septiembre de 2004 (20 años), a las 8.53 UTC-3 con 4,1 Richter

- 25 de diciembre de 2009 (15 años), a las 21.42 UTC-3 con 4,0 Richter

## Demografía

### Estructura
Según el censo 2022 la población total del departamento es de 144 829 personas, repartidas en 
71 863 mujeres y 72 966 hombres, con un índice de masculinidad de 101,5 hombres por cada 100 mujeres. 
La edad mediana de la población es de 33 años (34 años entre las mujeres y 32 años entre los hombres).
El 10,8% de la población tiene más de 65 años (frente al 9,9% en 2010), y el 2,2% de la población tiene más de 80 años (mismo porcentaje que en 2010)

### Salud y educación
El 64,2% de la población tiene al menos un tipo de cobertura de salud. 
Unas 46 982 personas asisten a algún tipo de establecimiento educativo de cualquier nivel y unas 17 562 personas tienen un título terciario o superior (20,7% sobre el total de la población instruida). La tasa de alfabetización es del 99,7

### Migraciones
De las personas residentes en el departamento, unas 18 846 (13,0% del total de población) nacieron en otra provincia, y unas 1 779 (1,2% del total de población) lo hicieron fuera del país, siendo los grupos de inmigrantes más numerosos los provenientes de:
- Bolivia: 346 personas
- España: 128 personas
- Chile: 126 personas
- Paraguay: 122 personas
- Uruguay: 113 personas

### Hogares
En el departamento hay un total de 58 851 viviendas  y 46 836 hogares. 
En cuanto al régimen de tenencia y regularidad de la propiedad de las viviendas, el 63,0% es propia, el 18,8% es alquilada, el 8,0% es cedida o prestada, y el resto se encuentra en otra situación.
Sobre el total de hogares, 40 764 (87,0% del total) tienen acceso a red pública de agua corriente, 12 826 (27,4% del total) tienen desagüe y descarga a red pública cloacal, 13 725 (29,3% del total) tienen acceso a red pública de gas, y 33 287 (71,1% del total) tienen acceso a red de internet en la vivienda. 

## Pedanías
Para fines catastrales, el departamento se divide en ocho pedanías:
- Alta Gracia
- Caseros
- Calera
- Cosme
- Lagunilla
- Potrero de Garay
- San Antonio
- San Isidro

## Localidades y gobiernos locales
El departamento comprende 24 gobiernos locales, cuyos ejidos municipales no son colindantes y por tanto no ocupan la totalidad del territorio departamental. 
Se encuentran categorizados en 10 municipios:
- Alta Gracia
- Anisacate
- Bouwer
- Despeñaderos
- Lozada
- Malagueño
- Monte Ralo
- Toledo
- Villa Parque Santa Ana
- Villa San Isidro

Y 14 comunas:
- Dique Chico
- Falda del Carmen
- La Paisanita
- La Rancherita
- La Serranita
- Los Cedros
- Potrero de Garay
- Rafael García
- San Clemente
- Valle de Anisacate
- Villas Ciudad de América
- Villa del Prado
- Villa La Bolsa
- Villa Los Aromos

Contiene además otros 16 núcleos de población, sin organización política propia:
Costa Azul (perteneciente al municipio Anisacate);
Caseros Centro, (perteneciente al municipio Bouwer);
Barrio Gilbert, Causana, Falda del Cañete, La Perla, Villa Sierras de Oro, Villa San Nicolás y Yocsina, (pertenecientes al municipio Malagueño);
Valle Alegre (perteneciente a la comuna Falda del Carmen);
Potrerillo de Larreta (perteneciente al municipio Alta Gracia);
José de la Quintana (perteneciente al municipio Villa San Isidro);
La Carbonada (perteneciente al municipio Toledo);
Campos del Virrey (perteneciente al municipio Villa Parque Santa Ana);
La Boca del Río (perteneciente al municipio Villa San Isidro);
Socavones.

## Turismo
Es el de Santa María un departamento ocupado casi eternamente por un valle fértil y de clima privilegiado, por lo que es muy visitado por los turistas. Cabecera departamental y turística es Alta Gracia, a 34 km de la ciudad de Córdoba, situada al pie de las Sierras Chicas.
Alta Gracia destaca por sus museos, siendo los más importantes el Museo del Che Guevara, el Museo Nacional Estancia Jesuítica de Alta Gracia y Casa del Virrey Liniers y el Museo Manuel de Falla.